# NGC 2025
NGC 2025 (również ESO 56-SC149) – gromada otwarta, znajdująca się w gwiazdozbiorze Góry Stołowej, w Wielkim Obłoku Magellana. Została odkryta 8 lutego 1836 roku przez Johna Herschela.